# Le Poujol-sur-Orb
Le Poujol-sur-Orb település Franciaországban, Hérault megyében. Lakosainak száma 944 fő (2022. január 1.). Le Poujol-sur-Orb Les Aires, Colombières-sur-Orb, Combes és Lamalou-les-Bains községekkel határos.

## Népesség
A település népességének változása:
| Lakosok száma | 876  | 825  | 905  | 1034 | 1039 | 1053 | 1083 | 1008 | 970  | 944  |
|               | 1968 | 1982 | 1990 | 2006 | 2013 | 2015 | 2017 | 2019 | 2020 | 2022 |